# MTV (Francia)
MTV es un canal de televisión por suscripción francés de origen estadounidense propiedad de Paramount Skydance Corporation y operado por Paramount Networks EMEAA. Fue lanzado cuando la entonces MTV Networks Europe comenzó a localizar fuertemente su marca en Europa. Emitió por primera vez con el nombre de MTVF el 20 de junio de 2000. También se distribuye en Bélgica (Valonia), Suiza (Romandía), Mónaco y África francófona.
Su matriz se encuentra en la sede de Paramount Networks EMEAA, en Madrid con una oficina local en MTV Networks France en Neuilly-sur-Seine.

## Historia
- Antes de su lanzamiento, la señal de MTV Europe estaba disponible en Francia. En junio de 2000 esta señal fue reemplazada por MTVF en Francia y otros territorios de habla francesa.
- En 2005, MTV Networks Europe expandió aún más la marca MTV en Francia con el lanzamiento de versiones locales de MTV Pulse, MTV Base y MTV Idol.[2] Otros canales de MTV también estaban disponibles, incluidas las versiones paneuropeas de MTV2 Europe, MTV Hits, VH1 Europe y la versión europea de MTV Base.
- En diciembre de 2007, MTV Networks France, una subsidiaria de MTV Networks Europe, lanzó una versión en francés de MTV Base.
- En noviembre de 2008, MTVNHD se lanzó en Francia.[3]
- En enero de 2011, MTV Networks France lanzó servicios relacionados con MTV, MTV Base, Nickelodeon y Game One para su uso en televisores conectados de Philips. Cada canal ofrece acceso a contenidos de video, noticias y avances gratuitos de las marcas MTV, MTV Base, MTV Pulse, MTV Idol, Game One, Game One Music HD, Nickelodeon y Nickelodeon Junior.[4]
- En marzo de 2016, MTV +1 fue reemplazado por Nickelodeon +1.